# Rothenbach

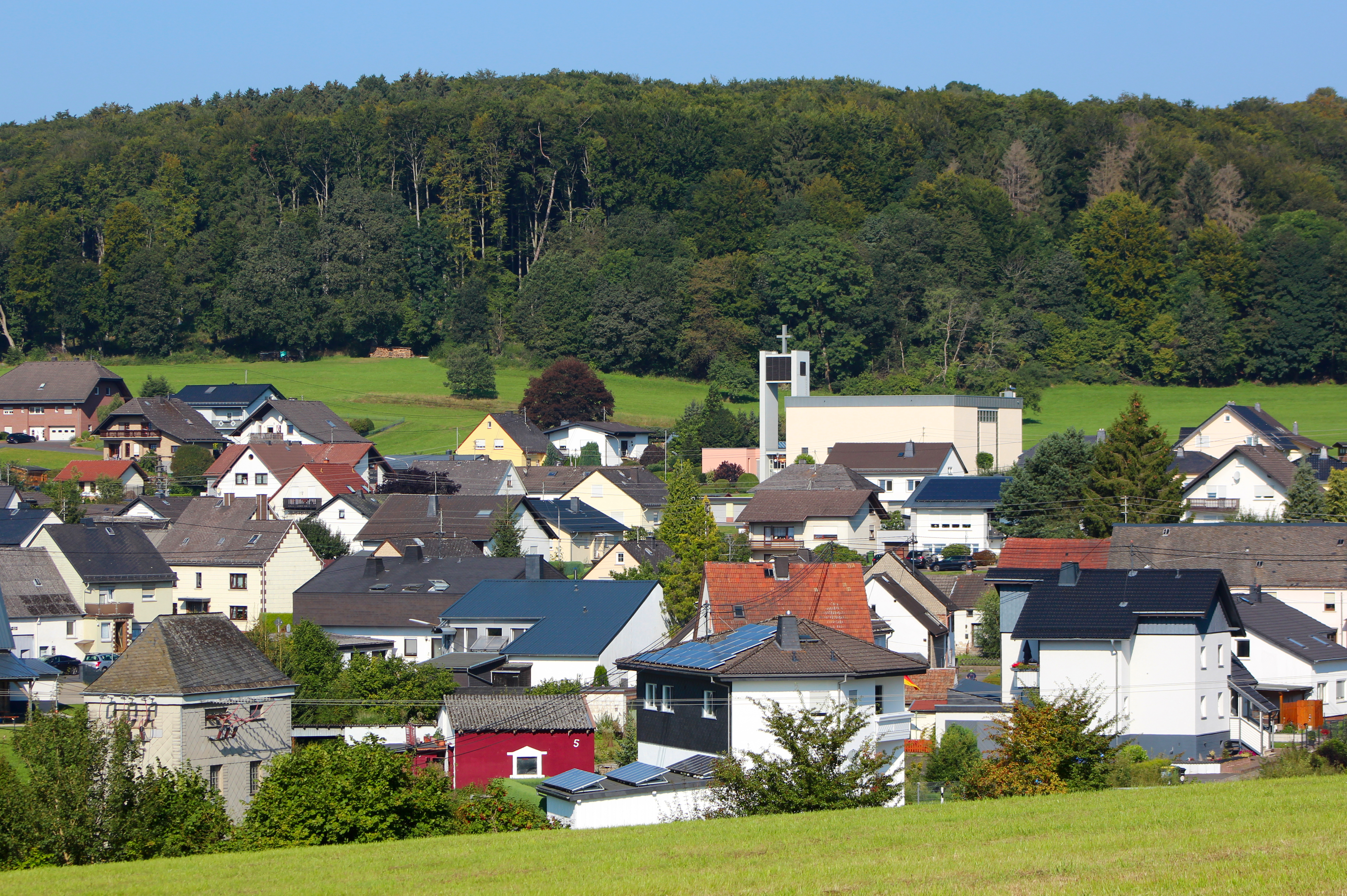
Ansicht von Rothenbach (2021)

Rothenbach ist eine Ortsgemeinde im Westerwaldkreis in Rheinland-Pfalz. Sie gehört seit 1972 der damals neu gebildeten Verbandsgemeinde Westerburg an.

## Geographie
Rothenbach liegt acht Kilometer westlich von Westerburg am Rothenbach.
Ortsteile der Gemeinde sind Rothenbach, Obersayn und Himburg; weiterhin gehören die Wohnplätze Haindorf, Margrafsmühle, Pfeifensterz, Pfeifensterzer Ölmühle und Rothenbacher Mühle zum Gemeindegebiet.
Kurz südlich des Ortsteils Obersayn entspringt der Kleine Saynbach.

## Geschichte
Die heutige Gemeinde entstand am 1. Mai 1969 durch den Zusammenschluss der Gemeinden Obersayn und Rothenbach.
Rothenbach wurde 1403 erstmals erwähnt. 1677 wurde eine Mühle im Ort errichtet und 1899 die Kirche Herz Jesu.
Himburg wurde erstmals Ende des 13. Jahrhunderts genannt. Der Name kann als Hinweis auf eine karolingische Straßenbefestigung gedeutet werden.
Obersayn wird erstmals 1525 erwähnt, scheint aber im 18. Jahrhundert seine Eigenständigkeit verloren und in dieser Zeit eher dem Nachbarort Arnshöfen zugeordnet gewesen zu sein. In der Dorfgemarkung gab es 1525 eine Mühle, die wohl im Dreißigjährigen Krieg untergegangen ist.
Pfeifensterz wurde erstmals 1334 erwähnt.
Wohl im nördlichen Gemeindegebiet befand sich der Ort Elsingen. Er wurde 1428 erstmals erwähnt und war vor 1525 bereits wüst. Die Gemarkung fiel an Rothenbach, Pfeifensterz und Langenhahn.

## Politik

### Bürgermeister
René Holzenthal wurde im Juni 2024 zum Ortsbürgermeister von Rothenbach gewählt.
Sein Vorgänger war Holger Bäcker seit August 2009. Bei der Direktwahl am 26. Mai 2019 wurde er mit einem Stimmenanteil von 76,49 % für weitere fünf Jahre in seinem Amt bestätigt.
Bäckers Vorgänger als Ortsbürgermeister war Axel Huber.

## Kultur und Sehenswürdigkeiten
Siehe Liste der Kulturdenkmäler in Rothenbach

## Verkehr
- Direkt durch das Gemeindegebiet verläuft die B 255, die von Montabaur nach Herborn führt.
- Die nächste Autobahnanschlussstelle ist Montabaur an der A 3 Köln–Frankfurt am Main.
- Der nächstgelegene ICE-Halt ist der Bahnhof Montabaur an der Schnellfahrstrecke Köln–Rhein/Main.

## Persönlichkeiten
- Christian Kloft (* 18. Dezember 1867, † 28. April 1938), Mitglied des Preußischen Landtages
- Johann Gräf (* 28. September 1866, † 8. April 1941), Bürgermeister in Obersayn, Mitglied des Provinziallandtages der Provinz Hessen-Nassau